# Coda di bue

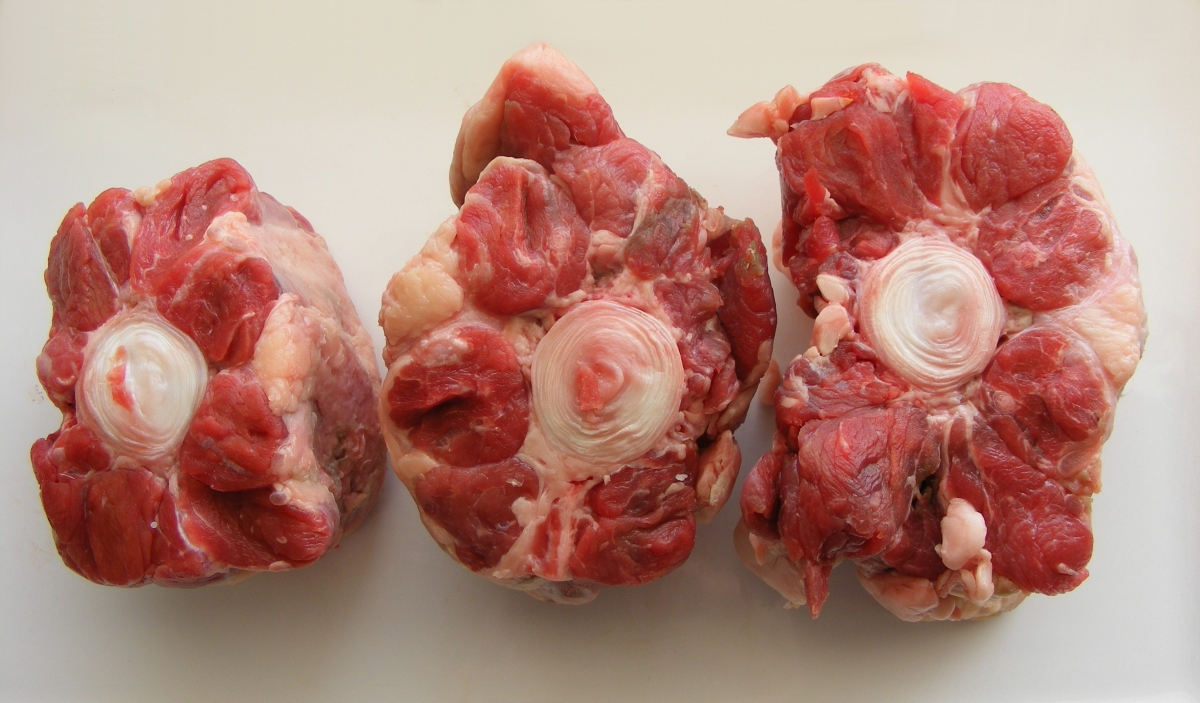
Coda pronta per la cottura

La coda di bue è la coda del bovino, che è attaccata dietro l'osso sacro dell'animale. Quando costituisce un alimento, è composta da vertebre caudali, muscoli e tessuto connettivo ed è priva della pelle e della pelliccia che non sono commestibili.

## Preparazione
Per preparare la coda di bue, le vertebre di cui è composta vengono separate e sottoposte a temperature molto alte affinché possano ottenere un giusto livello di tostatura. In seguito, i pezzetti di carne vengono cotti per lungo tempo o sottoposti a brasatura finché il tessuto connettivo diviene gelatinoso e la carne si intenerisca e diventi facile da tagliare. Dal processo di cottura si viene a formare il fondo di cottura, che ha una colorazione marrone, un sapore intenso ed è un ideale legante culinario. Solitamente la coda di bue viene insaporita con alcolici di sorta fra cui vino rosso, Schwarzbier, Sherry o Madeira.

## Diffusione

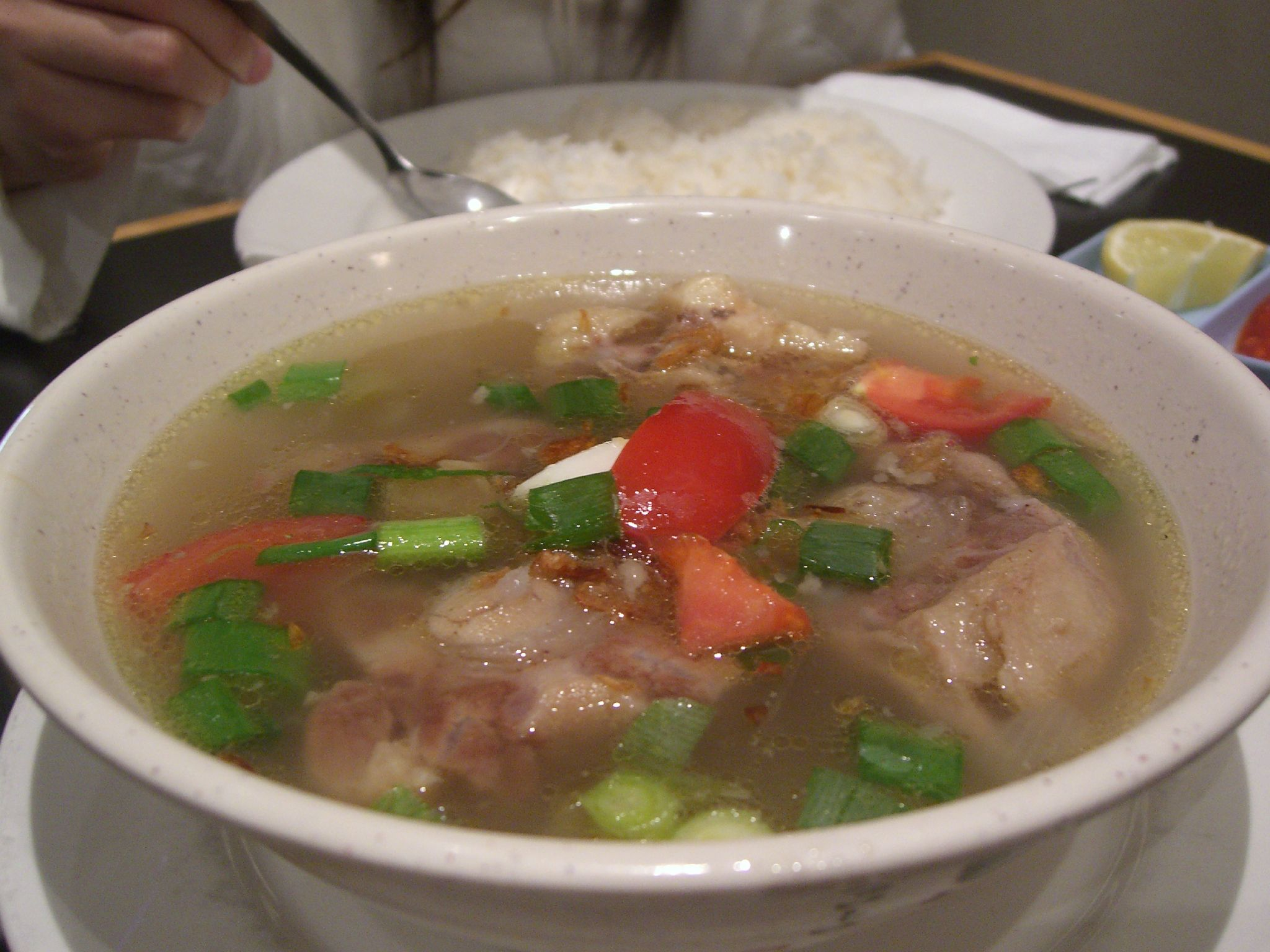
Zuppa indonesiana a base di coda bovina

La coda di bue è alla base di varie zuppe e stufati della cucina europea fra cui la coda alla vaccinara italiana, la oxtail soup britannica e il rabo de toro spagnolo. All'infuori dell'Europa la coda di bue è alla base della rabada brasiliana e del kare-kare filippino.